# Eisenbahnunfall bei Popowitz
Der Eisenbahnunfall bei Popowitz ereignete sich am 13. Oktober 1909 um 13.30 Uhr auf der Strecke Brünn–Vlarapass nahe der Haltestelle Popowitz (heute: Popovice u Uherského Hradiště, Tschechien), als ein Güterzug entgleiste. 

## Ausgangslage
Ein Güterzug der k.k. priv. Österreichisch-Ungarischen Staatseisenbahngesellschaft (StEG) fuhr auf der Strecke Brünn–Vlarapass von Vlarapass kommend in Richtung Brünn. Zuglokomotive war eine dreifachgekuppelte Schlepptenderlokomotive der Reihe StEG 35. Am Ort des Unfalles zwischen der Station Hračowitz (heute: Hradčovice) und der Haltestelle Popowitz befindet sich ein Rechtsbogen mit einem Radius von 300 Metern. Dazu weist die Strecke ein stetiges Gefälle mit Gradienten bis 16 Promille auf.

## Unfallhergang
In dem engen Rechtsbogen kurz vor der Station Popowitz entgleiste die Lokomotive des Güterzugs samt Tender und blieb links vom Gleis im Graben stecken. Die nachfolgenden 13 Güterwagen türmten sich ungebremst hinter dem Tender auf und wurden dabei vollständig zerstört, drei weitere Wagen wurden beschädigt. Das Lokomotivpersonal kam ums Leben, zwei Zugbegleiter wurden schwer verletzt. Drei weitere Personen erlitten leichte Verletzungen.